# Jonathan Silva
Jonathan Henrique Silva (Varginha, 21 de julho de 1991) é um atleta brasileiro que compete no salto triplo.
Obteve vaga para as Olimpíadas de Londres, em 2012, por ter obtido 17,39 m em março, numa competição em São Paulo, superando o índice olímpico que é de 17,20 m. Esta marca corresponderia ao 5º lugar nos Jogos Olímpicos de Pequim 2008.